# Stati federati e territori dell'India

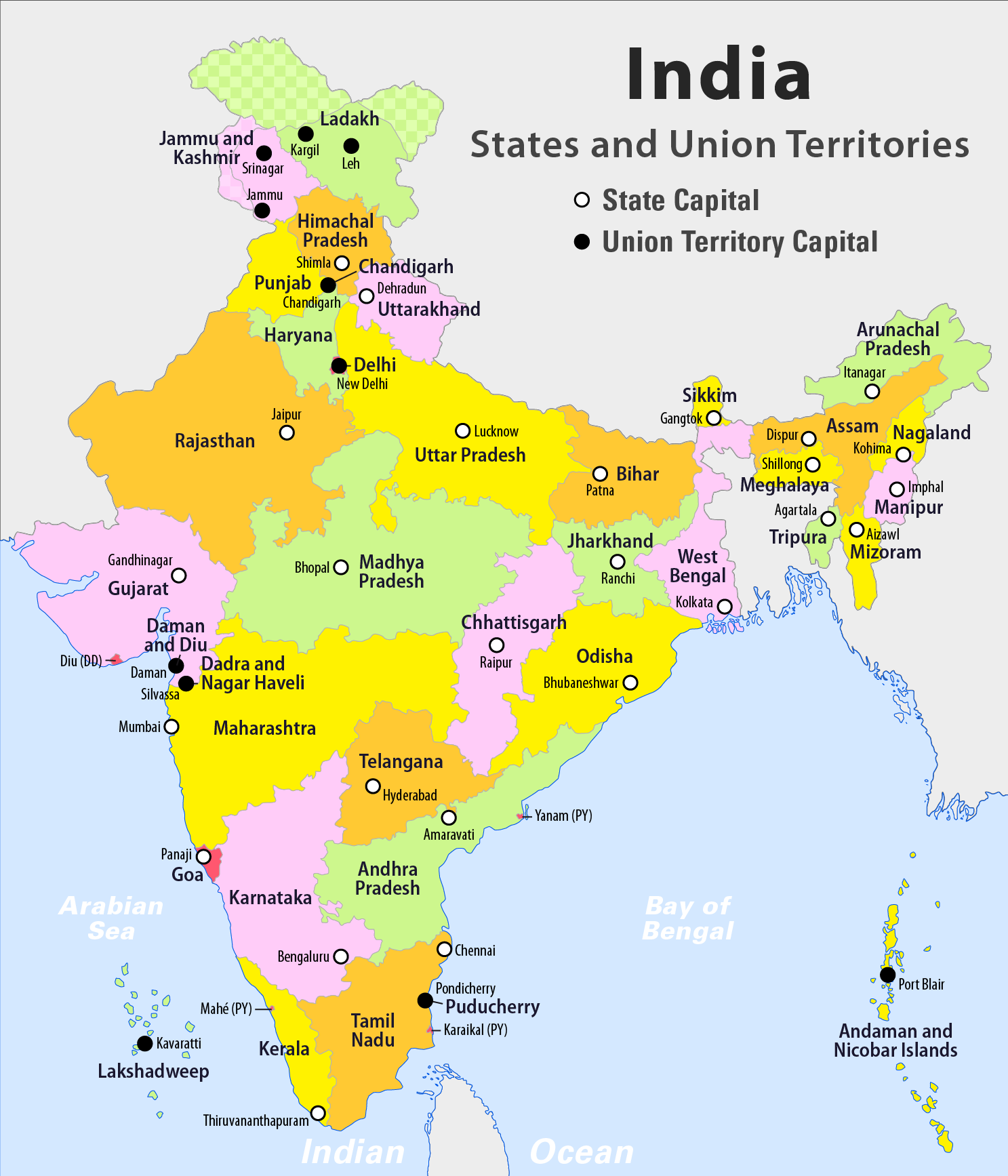
Città capitali in India

L'India è una federazione di Stati con parlamenti e governi autonomi. Sono 28 Stati e 8 territori, fra cui quello della capitale, Delhi.
La maggior parte degli Stati segue nei confini le frontiere linguistiche. Certe regioni rivendicano l'autonomia come nuove entità statali. Chandigarh o Chandikarh è un caso particolare: il Punjab e l'Haryana formavano un solo Stato; nel 1966 sono stati separati in base alla religione ma hanno mantenuto la capitale d'origine che è stata posta in un territorio separato.

## Caratteristiche
Lo Stato di Madras fu ribattezzato Tamil Nadu nel 1969. Gli Stati nord-orientali di Manipur, Meghalaya e Tripura furono formati il 21 gennaio 1972. Lo Stato di Mysore è stato ribattezzato Karnataka nel 1973. Il 16 maggio 1975, il Sikkim è diventato il 22º Stato dell'Unione indiana e la monarchia dello Stato è stata abolita. Nel 1987, l'Arunachal Pradesh e il Mizoram sono diventati Stati il 20 febbraio, seguiti da Goa il 30 maggio, mentre l'ex territorio di Goa, Damão e gli exclavi settentrionali di Diu, Damão e Diu, sono diventati un territorio separato come Daman e Diu.
Nel novembre 2000 sono stati creati tre nuovi Stati: Chhattisgarh dal Madhya Pradesh orientale, Uttaranchal dall'Uttar Pradesh nordoccidentale (ribattezzato Uttarakhand nel 2007) e Jharkhand dai distretti meridionali del Bihar (atti: Madhya Pradesh Reorganization Act, 2000, Uttar Pradesh Reorganization Act, 2000 e Bihar Reorganization Act, 2000). Pondicherry è stata ribattezzata Puducherry nel 2007 e Orissa è stata ribattezzata Odisha nel 2011. Telangana è stato creato il 2 giugno 2014 come dieci ex distretti dell'Andhra Pradesh nordoccidentale.
Nell'agosto 2019, il Parlamento indiano ha approvato il Jammu and Kashmir Reorganization Act, 2019, che contiene disposizioni per riorganizzare lo Stato di Jammu e Kashmir in due territori in vigore dal 31 ottobre 2019; sono così nati i territori di Jammu e Kashmir e Ladakh. Nello stesso anno, a novembre, il governo indiano ha introdotto una legislazione per unire i territori di Daman e Diu e Dadra e Nagar Haveli in un unico territorio noto come Dadra e Nagar Haveli e Daman e Diu, in vigore dal 26 gennaio 2020.
Il Territorio Nazionale della Capitale di Delhi (National Capital Territory of Delhi) è stato definito nel 1991 ed è in corso di riconoscimento come Stato.

## Lista

### Stati
| Stato               | Codice ISO 3166-2 | Targa automobilistica | Capitale                                                       | Città maggiore | Data di istituzione | Popolazione | Area (km²) | Lingue ufficiali           | Altre lingue ufficiali |
| ------------------- | ----------------- | --------------------- | -------------------------------------------------------------- | -------------- | ------------------- | ----------- | ---------- | -------------------------- | --- |
| Andhra Pradesh      | IN-AP             | AP                    | Visakhapatnam (amministrativa) Amaravati (legislativa) Kurnool | Visakhapatnam  | 1º novembre 1956    | 49 506 799  | 160 205    | Telugu                     | — |
| Arunachal Pradesh   | IN-AR             | AR                    | Itanagar                                                       | Itanagar       | 20 febbraio 1987    | 1 383 727   | 83 743     | Inglese                    | — |
| Assam               | IN-AS             | AS                    | Dispur                                                         | Guwahati       | 26 gennaio 1950     | 31 205 576  | 78 550     | Assamese                   | Bengali, bodo |
| Bengala Occidentale | IN-WB             | WB                    | Calcutta                                                       | Calcutta       | 26 gennaio 1950     | 91 276 115  | 88 752     | Bengali, nepalese          | Hindi, oriya, punjabi, santali, urdu                                                                                       |
| Bihar               | IN-BR             | BR                    | Patna                                                          | Patna          | 26 gennaio 1950     | 104 099 452 | 94 163     | Hindi                      | Urdu |
| Chhattisgarh        | IN-CG             | CG                    | Naya Raipur                                                    | Raipur         | 1º novembre 2000    | 25 545 198  | 135 194    | Hindi                      | Chhattisgarhi |
| Goa                 | IN-GA             | GA                    | Panaji                                                         | Mormugao       | 30 maggio 1987      | 1 458,545   | 3 702      | Konkani                    | Marathi |
| Gujarat             | IN-GJ             | GJ                    | Gandhinagar                                                    | Ahmedabad      | 1º maggio 1960      | 60 439 692  | 196 024    | Gujarati                   | — |
| Haryana             | IN-HR             | HR                    | Chandigarh                                                     | Faridabad      | 1º novembre 1966    | 25 351 462  | 44 212     | Hindi                      | Punjabi |
| Himachal Pradesh    | IN-HP             | HP                    | Shimla (estiva) Dharamsala (invernale)                         | Shimla         | 25 gennaio 1971     | 6 864 602   | 55 673     | Hindi                      | Sanscrito |
| Jharkhand           | IN-JH             | JH                    | Ranchi                                                         | Jamshedpur     | 15 novembre 2000    | 32 988 134  | 74 677     | Hindi                      | Angika, bengali, bhojpuri, ho, kharia, khortha, kurmali, kurukh, magadhi, maithili, mundari, nagpuri, oriya, santali, urdu |
| Karnataka           | IN-KA             | KA                    | Bangalore                                                      | Bangalore      | 1º novembre 1956    | 61 095 297  | 191 791    | Kannada                    | — |
| Kerala              | IN-KL             | KL                    | Thiruvananthapuram                                             | Kochi          | 1º novembre 1956    | 33 406 061  | 38 863     | Malayalam                  | — |
| Madhya Pradesh      | IN-MP             | MP                    | Bhopal                                                         | Indore         | 26 gennaio 1950     | 72 626 809  | 308 252    | Hindi                      | — |
| Maharashtra         | IN-MH             | MH                    | Mumbai (estiva) Nagpur (invernale)                             | Mumbai         | 1º maggio 1960      | 112 374 333 | 307 713    | Marathi                    | — |
| Manipur             | IN-MN             | MN                    | Imphal                                                         | Imphal         | 21 gennaio 1972     | 2 855 794   | 22 347     | Meitei                     | Inglese |
| Meghalaya           | IN-ML             | ML                    | Shillong                                                       | Shillong       | 21 gennaio 1972     | 2 966 889   | 22 720     | Inglese                    | Khasi |
| Mizoram             | IN-MZ             | MZ                    | Aizawl                                                         | Aizawl         | 20 febbraio 1987    | 1 097 206   | 21 081     | Inglese, hindi, mizo       | — |
| Nagaland            | IN-NL             | NL                    | Kohima                                                         | Dimapur        | 1º dicembre 1963    | 1 978 502   | 16 579     | Inglese                    | — |
| Orissa (Odisha)     | IN-OD             | OD                    | Bhubaneswar                                                    | Bhubaneswar    | 26 gennaio 1950     | 41 974 218  | 155 820    | Oriya                      | — |
| Punjab              | IN-PB             | PB                    | Chandigarh                                                     | Ludhiana       | 1º novembre 1966    | 27 743 338  | 50 362     | Punjabi                    | — |
| Rajasthan           | IN-RJ             | RJ                    | Jaipur                                                         | Jaipur         | 26 gennaio 1950     | 68 548 437  | 342 269    | Hindi                      | Inglese |
| Sikkim              | IN-SK             | SK                    | Gangtok                                                        | Gangtok        | 16 maggio 1975      | 610 577     | 7 096      | Inglese, nepalese          | Bhutia, gurung, lepcha, limbu, manggar, mukhia, newari, rai, sherpa, tamang                                                |
| Tamil Nadu          | IN-TN             | TN                    | Chennai                                                        | Chennai        | 1º novembre 1956    | 72 147 030  | 130 058    | Tamil                      | Inglese |
| Telangana           | IN-TS             | TS                    | Hyderabad                                                      | Hyderabad      | 2 giugno 2014       | 35 193 978  | 114 840    | Telugu                     | |
| Tripura             | IN-TR             | TR                    | Agartala                                                       | Agartala       | 21 gennaio 1972     | 3 673 917   | 10 492     | Bengali, inglese, kokborok | — |
| Uttar Pradesh       | IN-UP             | UP                    | Lucknow                                                        | Kanpur         | 26 gennaio 1950     | 199 812 341 | 243 286    | Hindi                      | Urdu |
| Uttarakhand         | IN-UK             | UK                    | Gairsain (estiva) Dehradun (invernale)                         | Dehradun       | 9 novembre 2000     | 10 086 292  | 53 483     | Hindi                      | Sanscrito |

### Territori
| Territorio                         | Codice ISO 3166-2 | Targa automobilistica | Capitale                            | Città maggiore | Data di istituzione | Popolazione | Area (km²) | Lingue ufficiali        | Altre lingue      |
| ---------------------------------- | ----------------- | --------------------- | ----------------------------------- | -------------- | ------------------- | ----------- | ---------- | ----------------------- | ----------------- |
| Andamane e Nicobare                | IN-AN             | AN                    | Port Blair                          | Port Blair     | 1º novembre 1956    | 380 581     | 8 249      | Hindi                   | Inglese           |
| Chandigarh                         | IN-CH             | CH                    | Chandigarh                          | —              | 1º novembre 1966    | 1 055 450   | 114        | Inglese                 | —                 |
| Dadra e Nagar Haveli e Daman e Diu | IN-DH             | DD                    | Daman                               | Daman          | 26 gennaio 2020     | 586 956     | 603        | Gujarati, hindi         | Konkani, marathi  |
| Delhi                              | IN-DL             | DL                    | Nuova Delhi                         | —              | 1º novembre 1956    | 16 787 941  | 1 490      | Hindi                   | Punjabi, urdu     |
| Jammu e Kashmir                    | IN-JK             | JK                    | Srinagar (estiva) Jammu (invernale) | Srinagar       | 31 ottobre 2019     | 12 258 433  | 55 538     | Hindi, urdu             | Dogri, kashmiri   |
| Ladakh                             | IN-LA             | LA                    | Leh (estiva) Kargil (invernale)     | Leh            | 31 ottobre 2019     | 290 492     | 174 852    | Hindi, inglese          |                   |
| Laccadive                          | IN-LD             | LD                    | Kavaratti                           | Kavaratti      | 1º novembre 1956    | 64 473      | 32         | Malayalam, inglese      | —                 |
| Puducherry                         | IN-PY             | PY                    | Puducherry                          | Puducherry     | 16 agosto 1962      | 1 247 953   | 492        | Francese tamil, inglese | Malayalam, telugu |